# Etheostoma davisoni
Etheostoma davisoni är en fiskart som beskrevs av Hay, 1885. Etheostoma davisoni ingår i släktet Etheostoma och familjen abborrfiskar. Inga underarter finns listade i Catalogue of Life.